# William Collazo
William Collazo Gutiérrez (31 agosto 1986) è un velocista cubano.

## Palmarès
| Anno | Manifestazione      | Sede           | Evento      | Risultato  | Prestazione | Note              |
| ---- | ------------------- | -------------- | ----------- | ---------- | ----------- | ----------------- |
| 2005 | Campionati CAC      | Nassau         | 400 m piani | 8º         | 46"58       |                   |
| 2005 | Campionati CAC      | Nassau         | 4×400 m     | Bronzo     | 3'02"33     |                   |
| 2006 | Giochi CAC          | Cali           | 400 m piani | 7º         | 46"95       |                   |
| 2006 | Giochi CAC          | Cali           | 4×400 m     | Finale     | dq          |                   |
| 2007 | Giochi panamericani | Rio de Janeiro | 400 m piani | 4º         | 45"45       |                   |
| 2007 | Giochi panamericani | Rio de Janeiro | 4×400 m     | Batteria   | dq          |                   |
| 2007 | Mondiali            | Osaka          | 400 m piani | Semifinale | 45"54       |                   |
| 2008 | Campionati CAC      | Cali           | 400 m piani | 4º         | 46"04       |                   |
| 2008 | Campionati CAC      | Cali           | 4×400 m     | Oro        | 3'02"10     |                   |
| 2008 | Giochi olimpici     | Pechino        | 400 m piani | Semifinale | 45"06       |                   |
| 2008 | Giochi olimpici     | Pechino        | 4×400 m     | Batteria   | 3'02"24     |                   |
| 2009 | Campionati CAC      | L'Avana        | 400 m piani | Oro        | 44"96       |                   |
| 2009 | Campionati CAC      | L'Avana        | 4×400 m     | Oro        | 3'03"26     |                   |
| 2009 | Mondiali            | Berlino        | 400 m piani | Semifinale | 44"93       |                   |
| 2010 | Mondiali indoor     | Doha           | 400 m piani | Argento    | 46"31       |                   |
| 2011 | Mondiali            | Taegu          | 400 m piani | Semifinale | 46"13       |                   |
| 2011 | Giochi panamericani | Guadalajara    | 400 m piani | Oro        | 2'59"43     |                   |
| 2011 | Giochi panamericani | Guadalajara    | 4×400 m     | Batteria   | dq          |                   |
| 2012 | Giochi olimpici     | Londra         | 4×400 m     | Finale     | dnf         |                   |
| 2014 | World Relays        | Nassau         | 4×400 m     | 5º         | 3'00"61     |                   |
| 2014 | Giochi CAC          | Morelia        | 4×400 m     | Oro        | 3'00"70     | Record dei Giochi |
| 2015 | World Relays        | Nassau         | 4×400 m     | 10º        | 3'03"73     |                   |
| 2015 | Giochi panamericani | Toronto        | 4×400 m     | Argento    | 2'59"84     |                   |
| 2015 | Campionati NACAC    | San José       | 400 m piani | Semifinale | 46"30       |                   |
| 2015 | Campionati NACAC    | San José       | 4×400 m     | Bronzo     | 3'01"22     |                   |
| 2015 | Mondiali            | Pechino        | 4×400 m     | 7º         | 3'03"05     |                   |
| 2016 | Giochi olimpici     | Rio de Janeiro | 4×400 m     | 6º         | 2'59"53     |                   |
| 2017 | World Relays        | Nassau         | 4×400 m     | 5º         | 3'03"60     |                   |
| 2017 | Mondiali            | Londra         | 4×400 m     | 5º         | 3'01"10     |                   |